# Rhopalocranaus limbatus
Rhopalocranaus limbatus is een hooiwagen uit de familie Manaosbiidae.